# 丹拿山循道學校
丹拿山循道學校（英語：Chinese Methodist School, Tanner Hill）位於香港北角七姊妹百福道4號，屬於校網14號，屬於全日制津貼男女學校，創立於2010年。該校由北角循道學校上下午校改名為「丹拿山循道學校」。

## 歷任校長
·2010-2018 朱敏娟女士
·2018-現在 徐婉碧女士

## 校訓
校訓為「遵循主道」，更希望學生能在靈、德、智、體、群、美六育並進，邁向基督化人格，從而服務人群，建設社會。

## 校園設施
校園設施包括22間課室，禮堂、操場、圖書館、閱讀室、音樂室、電腦室、常識室、英文室、視藝室、環保飯堂、學生活動中心、生命教育中心、籃球場、丹循廣場等各1個。

## 班級結構
每級各有3-5班（A、B、C、D、E），從四年級開始設立精英班。精英班為A,E班，學生為考獲全級前60的學生。其餘班別並不按照成績分配學生。

## 教學語言
除英文和普通話外，其他科目以粵語授課。

## 上課時間
上課時間為08:10～15:30。每週上課5天，周末不需上課，學生須留校午膳。學生最多可提早30分鐘到校。

## 科目
中文、英文、數學、常識、音樂、體育、圖書、聖經、視藝、電腦、普通話、戲劇、生命成長課。

## 成績評核
一至六年級的學生每年各有三次考試

## 升中派位近況
·2020獲派首三志願的小六學生約有94%
·2021獲派首三志願的小六學生約有96%
·2022獲派首二志願的小六學生為100%

## 附近設施及道路
·北角衛理小學
·健康村
·健康西街
·七姊妹道

## 圖像

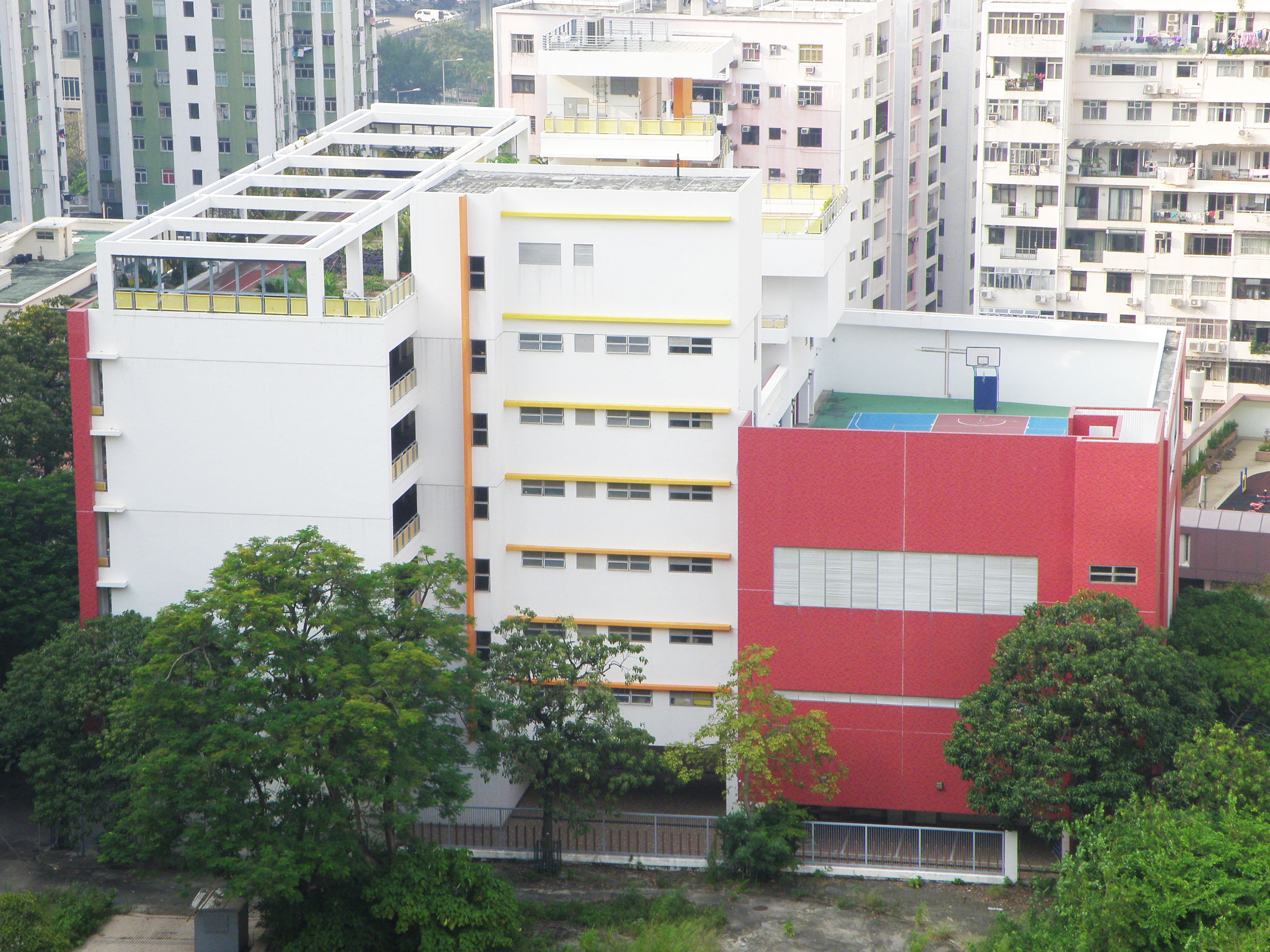
校舍東南面